# Gottfried Hammerich
Gottfried Hammerich OPraem (* um 1630 in Dittwar bei Tauberbischofsheim; † 15. März 1710) war 40. Abt des Klosters Oberzell.

## Leben
Gottfried Hammerich wurde um 1630 in Dittwar geboren. Mit 17 Jahren ging Hammerich nach Würzburg, um dort an der Universität Würzburg zu studieren. Nach seinem Studium legte Hammerich bei den Prämonstratensern im Kloster Oberzell bei Würzburg das Ordensgelübde ab. Seine Profess war 1651, vier Jahre später wurde Gottfried zum Priester geweiht (1653 Mag. Phil., Lic. Theol., Dr. theol. nach 1655). 
Als 1669 Kinder in seinem Heimatdorf beim Holzsammeln zwei Figuren, Maria und Johannes, in einer Eiche finden, wird Gottfried Hammerich zu einem großen Förderer der Wallfahrt zum Kreuzhölzle in Dittwar. Er stiftete der Dittwarer Pfarrgemeinde St. Laurentius in der Folge die Mittel für den Bau einer Kreuzkapelle.
Gottfried Hammerich war Pfarrer in Gaukönigshofen, Prior in Oberzell, Propst des Frauenklosters in Unterzell 1673–1692. Seine Aufgaben in Unterzell führte Propst Gottfried so lobenswert aus, dass er nach 19 Jahren, am 9. Oktober 1692, von seinen Amtsbrüdern zum 40. Abt von Oberzell erhoben wurde (Wahl am 9. Oktober 1692). Der nun schon über 60-Jährige ging mit viel Tatkraft an seine neue Aufgabe. Eine rege Bautätigkeit setzte ein. Hammerich ließ die beiden Seitenmauern der Kirche durchbrechen, Anbauten errichten, Säulen anbringen und die Kirche stuckieren. Im Westen wurde die Kirche 1696 mit einer neuen Fassade versehen. An dieser Seite wurde über dem Portal ein Doppelwappen angebracht. Neben dem Klosterwappen ist links das Wappen Hammerichs, ein redendes Wappen, noch gut erkennbar: ein Arm mit einem Hammer in der Hand. 
1697 wurde Abt Gottfried zum Generalvisitator der Zirkarien Westfalen, Ilfeld und Wadegotien (Wadegassen) 1696. Er leitete die Barockisierung der Oberzeller Klosterkirche ein.
Neben diesen Aufgaben, die Hammerich eine Spitzenstellung unter den Äbten der Prämonstratenser einräumten, wurde er durch die Rechtsstreitigkeiten um das Prämonstratenserinnenkloster Gerlachsheim stark beansprucht. Der Fürstbischof von Würzburg, Friedrich von Wirsberg, hatte 1563 dieses Kloster aufgehoben und die Verwaltung der Güter übernommen. Ab 1699 führte Abt Gottfried Hammerich um die Rückgabe dieses Klosters an Oberzell einen hartnäckigen Prozess, der durch alle Instanzen bei Kaiser und Papst verfochten wurde. Den Erfolg seiner Bemühungen konnte Abt Gottfried jedoch nicht mehr erleben, denn erst 1717, also sieben Jahre nach Hammerichs Tod, konnte das Gerlachsheimer Kloster der Abtei Oberzell wieder einverleibt werden. Gottfried Hammerich wurde 1710 an einem besonderen Ehrenplatz im Chor der Klosterkirche Oberzell beigesetzt.

## Wappen

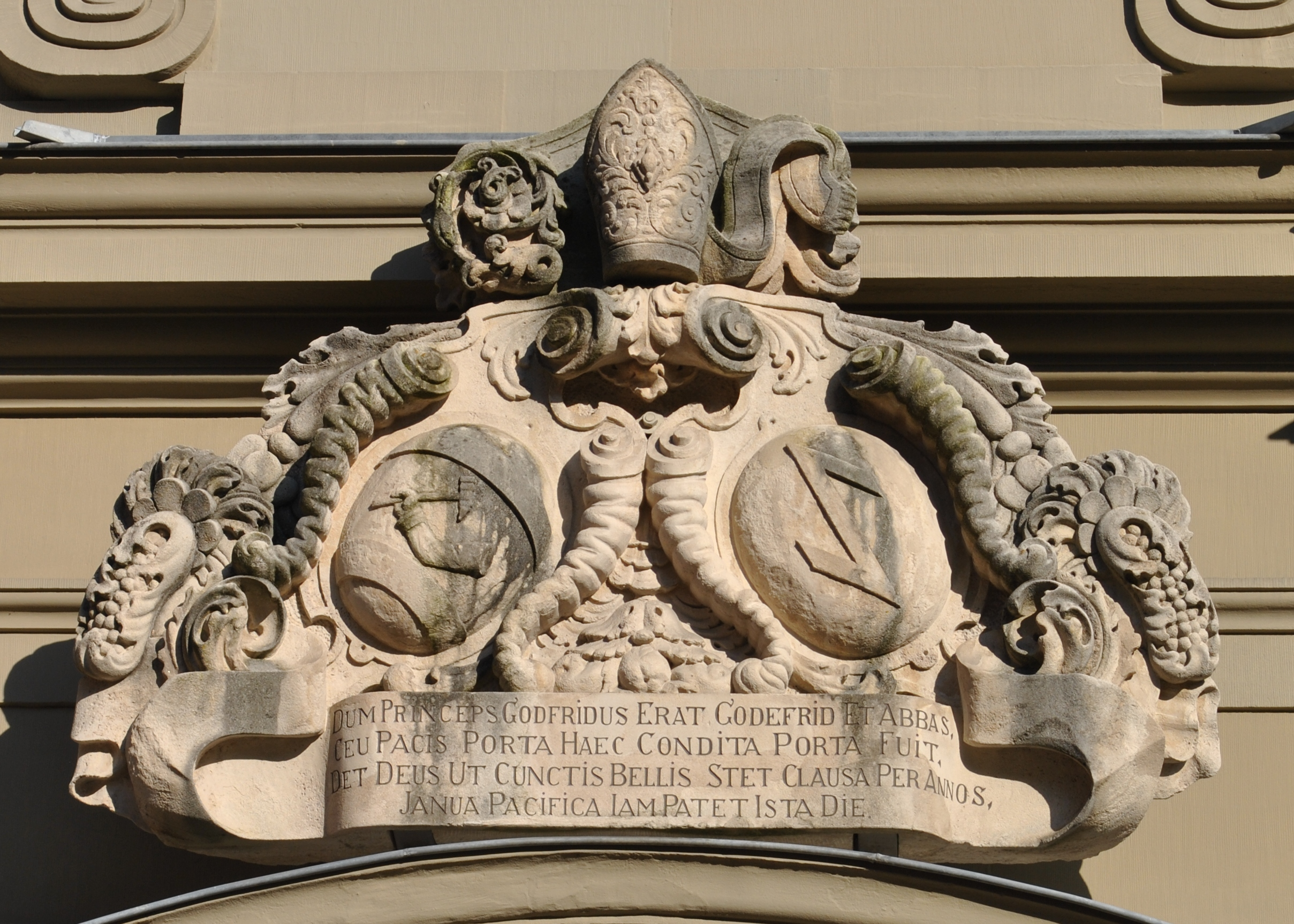
Das Wappen an der Klosterkirche

Das persönliche Wappen des Abtes Hammerich hat sich an mehreren Objekten aus der Geschichte des ehemaligen Klosters erhalten. Beschreibung: Ein rechtsgewendeter Arm mit einem Hammer in der Hand. Die Tingierung des Wappens ist unklar. Das Wappen befindet sich an der Fassade der Oberzeller Klosterkirche, die unter Abt Hammerich neu entstand. Ebenso hat sich ein Plan des Klosters aus dem Jahr 1669 überliefert, auf dem das Wappen verewigt wurde.